# Spin (雜誌)
《Spin》（英语直译：自旋、旋转）是美國的一份音樂雜誌，於1985年由小鮑伯·古喬內創刊。2012年，雜誌的印刷版停止發行。同年，雜誌被Buzzmedia收購，Buzzmedia也隨之改名為SpinMedia。目前雜誌只有綫上版本。

## 外部連結
- 官方网站
- Google圖書上的《Spin》（页面存档备份，存于）